# Китрел (Северна Каролина)
Китрел (енгл. Kittrell) град је у америчкој савезној држави Северна Каролина.

## Демографија
По попису из 2010. године број становника је 467, што је 319 (215,5%) становника више него 2000. године.
| Група             | 2000.       | 2010.       |
| Белци             | 101 (68,2%) | 140 (30,0%) |
| Афроамериканци    | 41 (27,7%)  | 312 (66,8%) |
| Азијати           | 1 (0,7%)    | 1 (0,2%)    |
| Хиспаноамериканци | 4 (2,7%)    | 9 (1,9%)    |
| Укупно            | 148         | 467         |